# Léonce et sa tante

Léonce et sa tante est un film muet français réalisé par Léonce Perret et sorti en 1913.

## Fiche technique
Source IMDb
- Réalisation : Léonce Perret
- Chef-opérateur : Georges Specht
- Genre : Comédie
- Société de production : Société des Etablissements L. Gaumont
- Format : Muet - Noir et blanc
- Date de sortie : France : août 1913

## Distribution
Source IMDb
- Léonce Perret : Léonce
- Valentine Petit